# Triunfo (Paraíba)
Pour les articles homonymes, voir Triunfo.
Triunfo est une ville brésilienne de l'ouest de l'État de la Paraíba.
Sa population était estimée à 9 624 habitants en 2007. La municipalité s'étend sur 223 km2.